# 釜本邦茂
釜本邦茂（日语：／ Kamamoto Kunishige，1944年4月15日—2025年8月10日）是前日本足球運動員、足球教練及日本參議院議員。釜本邦茂被譽為日本足球史上最偉大的球員之一，在未被職業化的日本足球聯賽上陣251場比賽攻入202球（歷史上第一）及79次助攻（歷史上第一），個人獎項先後獲得七次聯賽神射手、三次助攻王、十四次年度最佳十一人及七次年度最佳球員（歷史上第一名）。
釜本邦茂目前是日本國家足球隊歷年來累積總入球最高保持者，他在1964年至1977年代表日本上陣76場攻入75球。1968年他協助日本國家足球隊在1968年夏季奧林匹克運動會獲得銅牌，並以7個入球成為賽事神射手。退役後，他曾經擔任足球教練執教大阪飛腳及藤枝MYFC。他在1995年至2001年從政擔任日本參議院議員。釜本在2025年8月10日於大阪府內醫院因肺炎逝世，享年81歲。

## 學生時期
釜本邦茂於1944年4月15日出生於京都，在京都長大就讀於京都府立山城高等學校，之後入讀早稻田大學商學院。他在關東大學聯賽代表早稻田大學連續四年成為神射手，還獲得了1963年及1966年天皇杯冠軍，這次是大學隊最後一次贏得天皇杯冠軍。

## 日本國家足球隊
从1964年到1977年，他共为日本國家足球隊出场76次，射入75球。釜本邦茂为日本國家隊入球數最多的球员, 並在1968年夏季奧運會攻入7球成为最佳射手。

## 成績
| 日本國家足球隊 | 日本國家足球隊 | 日本國家足球隊 |
| 年             | 出場           | 入球           |
| -------------- | -------------- | -------------- |
| 1964           | 2              | 1              |
| 1965           | 3              | 3              |
| 1966           | 7              | 6              |
| 1967           | 5              | 11             |
| 1968           | 4              | 7              |
| 1969           | 0              | 0              |
| 1970           | 6              | 3              |
| 1971           | 6              | 8              |
| 1972           | 8              | 15             |
| 1973           | 3              | 2              |
| 1974           | 5              | 5              |
| 1975           | 7              | 5              |
| 1976           | 16             | 9              |
| 1977           | 4              | 0              |
| 總和           | 76             | 75             |

## 外部連結
1. ↑  Inc, Nikkei. . 日本経済新聞. 2025-08-10  [2025-08-10] （日语）.

- National Football Teams （页面存档备份，存于）
- Japan National Football Team Database